# びわこ成蹊スポーツ大学硬式野球部
びわこ成蹊スポーツ大学硬式野球部（びわこせいけいスポーツだいがくこうしきやきゅうぶ）は、びわこ成蹊スポーツ大学の硬式野球チームである。
京滋大学野球連盟1部リーグに所属する。

## 本拠地
- びわこ成蹊スポーツ大学 ベースボールフィールド
滋賀県大津市北比良1204

- びわこ成蹊スポーツ大学 硬式野球部 合宿所
滋賀県大津市荒川754-4 アスリート寮 MUSASHI

## 概要
2019年より本郷宏樹監督に変わり石井智が監督に就任した。2021年をもって石井が退任し、それまでコーチを務めていた元プロ野球選手の山田秋親が監督に就任した。

## 成績
全日本大学野球選手権大会
- 出場 0回

明治神宮野球大会
- 出場 0回

京滋大学野球連盟Ⅰ部リーグ
- 優勝 0回

京滋大学野球連盟Ⅱ部リーグ
- 優勝 2回

## 指導者
- 部長：黒澤毅
- 総監督：石井智
- 監督：山田秋親
- コーチ：西正文
- 副部長：高井啓伍
- トレーナー：江見亮輔